# David Essex
Pour les articles homonymes, voir Essex (homonymie).
David Essex (né David Albert Cook né le 23 juillet 1947 à Plaistow au Royaume-Uni) est un chanteur, compositeur et acteur britannique. Depuis les années 1970, il a placé 19 de ses chansons au Top 40 des singles au Royaume-Uni (dont deux numéros 1) et 16 albums au Top 40 correspondant. Sa popularité lui permet de donner encore des concerts dans toute la Grande-Bretagne. Il a été fait Membre de l'Empire Britannique (O.B.E.) et mène également une carrière d'acteur.

## Discographie

### Chansons
- 1973 : Rock On, Lamplight
- 1974 : America, Gonna Make You A Star, Stardust
- 1975 : Rolling Stone, Hold Me Close, If I Could
- 1976 : City Lights, Coming Home
- 1977 : Cool Out Tonight
- 1978 : Oh What A Circus, Brave New World
- 1979 : Imperial Wizard
- 1980 : Silver Dream Machine (Part 1), Hot Love
- 1982 : Me And My Girl (Night-Clubbing), A Winter's Tale
- 1983 : The Smile, Tahiti

### Albums
- 1973 : Rock On (en) - 1973
- 1974 : David Essex (en) - avec Alan Wakeman au saxophone, cousin de Rick Wakeman.
- 1975 : All The Fun Of The Fair - Alan Wakeman saxo.
- 1976 : On Tour - Alan Wakeman saxo.
- 1976 : Out On The Street
- 1977 : Gold and Ivory - Alan Wakeman saxo.
- 1978 : Jeff Wayne's Musical Version of The War of The Worlds (participation)
- 1979 : The David Essex Album
- 1979 : Imperial Wizard - Alan Wakeman saxo.
- 1980 : Hot Love - Alan Wakeman saxo.
- 1980 : Silver Dream Racer - Alan Wakeman saxo.
- 1981 : Be-Bop the Future
- 1982 : Stage-Struck - Alan Wakeman saxo.
- 1983 : Mutiny
- 1983 : The Whisper - Alan Wakeman saxo.
- 1984 : This One's For You - Alan Wakeman saxo.
- 2004 : David Essex / Out On The Street : Compilation - Alan Wakeman saxo.

## Filmographie

### comme acteur
- 1967 : Deux Anglaises en délire (Smashing Time) : Beatnik
- 1971 : Meurtre à haute tension (Assault) de Sidney Hayers : Man in Chemist Shop
- 1972 : All Coppers Are... (en) : Ronnie Briggs
- 1973 : That'll Be the Day : Jim MacLaine
- 1974 : Stardust : Jim Maclaine
- 1974 : Twiggs (série télévisée)
- 1975 : The Christmas Messenger (TV) : le narrateur (voix)
- 1976 : Le Bus en folie (The Big Bus) : Passager
- 1977 : David Essex (série télévisée)
- 1980 : Silver Dream Racer (en) de David Wickes : Nick Freeman
- 1981 : Haut les mains de Jerzy Skolimowski
- 1985 : Lyrics by Tim Rice (vidéo) : Che / Himself (segment "Oh, What A Circus' / 'A Winter's Tale")
- 1989 : The River (série télévisée) : Davey Jackson
- 1992 : Kabuto de Gordon Hessler : Don Pedro
- 1992 : Andrew Lloyd Webber: The Premiere Collection Encore (vidéo)
- 2005 : Boogie Nights 2 (vidéo) : Saint Pierre

### comme compositeur
- 1980 : Silver Dream Racer (en)